# Parada Santa Rita/Pretos Novos
A Parada Santa Rita/Pretos Novos é uma das estações do VLT Carioca situada no Rio de Janeiro. Na Linha 3, em ambos os sentidos (Central–Santos Dumont e Santos Dumont–Central), está entre as paradas Camerino/Rosas Negras e Candelária.
Localiza-se na avenida Marechal Floriano e atende o bairro do Centro.
O nome das paradas da linha 3 foi alterado (originalmente o nome da estação seria apenas "Santa Rita") para homenagear movimentos de afrodescendentes e monumentos históricos ligados à cultura africana ao longo do trajeto. Santa Rita/Pretos Novos faz uma homenagem ao cemitério localizado na área, descoberto durante as obras da linha, em frete à Igreja de Santa Rita.